# Prosimulium pilfreyi
Prosimulium pilfreyi är en tvåvingeart som först beskrevs av Davies och Gyorkos 1988.  Prosimulium pilfreyi ingår i släktet Prosimulium och familjen knott. Inga underarter finns listade i Catalogue of Life.